# Tecnofilia
Tecnofilia é um neologismo formado pela aplicação do radical de origem grega -filia (amizade, proximidade) à palavra tecnologia, e designa um comportamento de adesão, geralmente acrítica, às inovações tecnológicas.
Opõe-se à tecnofobia, na medida em que os tecnófilos são indivíduos cuja “patologia” reside em desejar sempre aquilo que represente o “estado de arte” em termos tecnocientíficos. Em um contexto de valorização da tecnociência, a representação social da tecnofilia tende a ser mais positiva que a da tecnofobia, muito embora se possa enxergar alguma espécie de distúrbio psicológico em ambos os comportamentos.